# Jurinodexia bicolor
Jurinodexia bicolor là một loài ruồi trong họ Tachinidae.